# Antsoatany
Antsoatany est une commune urbaine malgache, située dans la partie centrale de la région de Vakinankaratra.